# Marešák
rybník Marešák o rozloze vodní plochy 0,64 ha se nalézá na severním okraji městyse Choltice v okrese Pardubice pod silnicí III. třídy č. 34210 vedoucí do Choltic z Bezděkova. Rybník je využíván pro chov ryb a zároveň představuje lokální biocentrum pro rozmnožování obojživelníků. Majitel je Matej mareš  

## Galerie

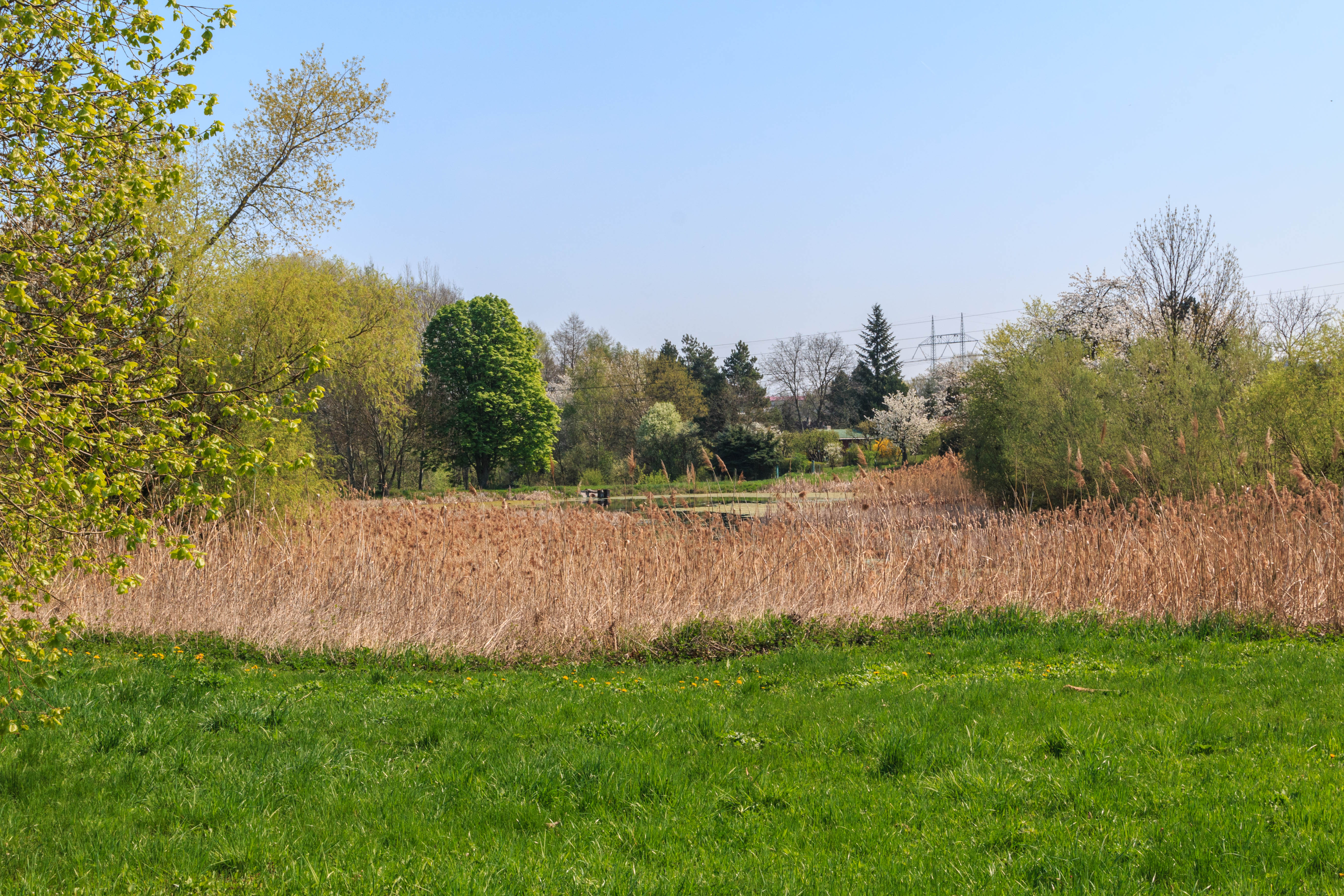
pohled na Rybník Marešák
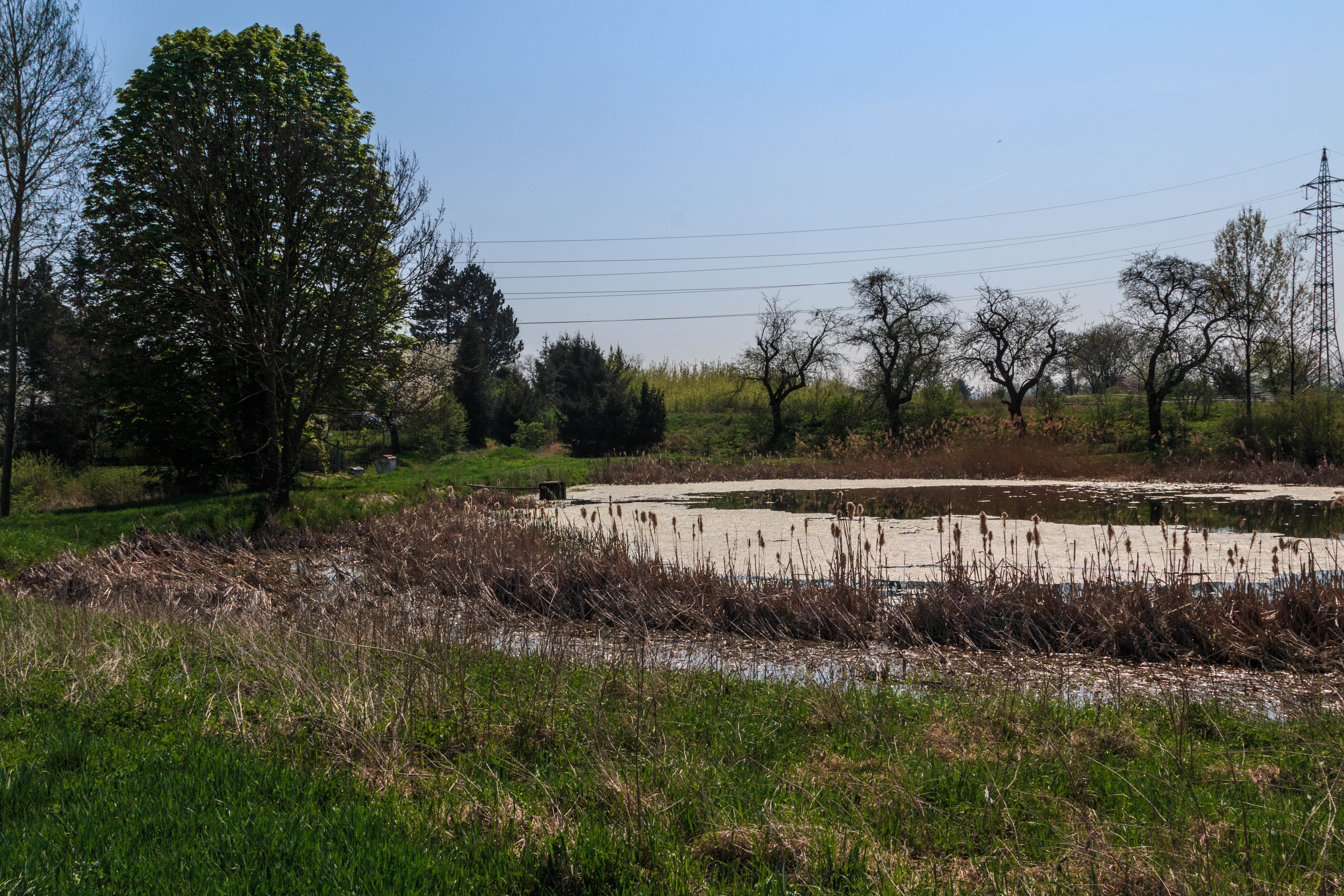
pohled na Rybník Marešák
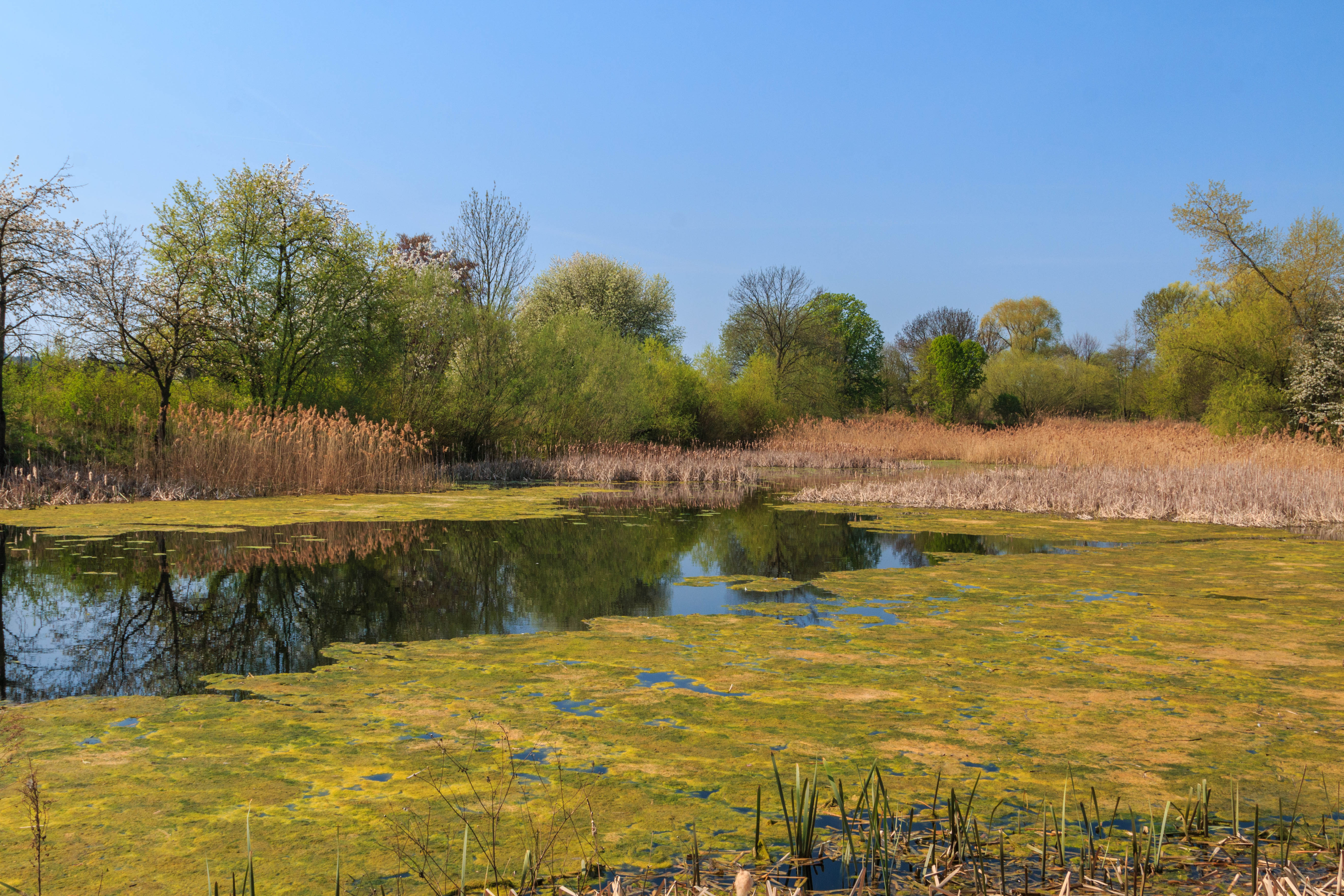
pohled na Rybník Marešák
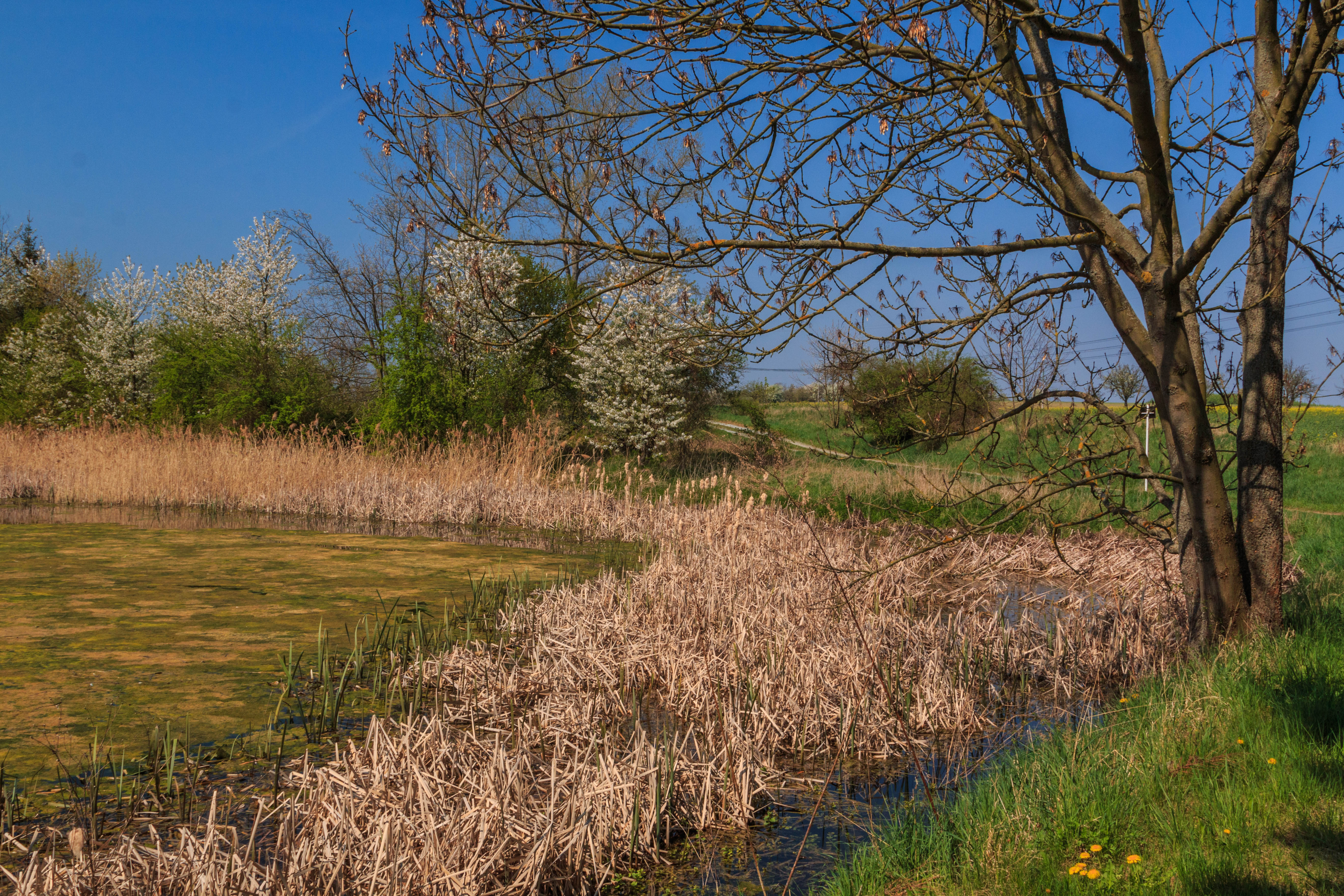
pohled na Rybník Marešák